# Morti nel 1018
| Questa pagina contiene informazioni ricavate automaticamente dalle voci biografiche con l'ausilio del template Bio e di un bot. L'aggiornamento è periodico e automatico e ricostruisce completamente la pagina. Se manca una persona in questa lista, sei pregato di non aggiungerla, ma accertati piuttosto che la sua voce biografica contenga il template Bio e che i dati anagrafici siano correttamente compilati. Se il template Bio manca, inseriscilo tu stesso o, in alternativa, metti l'avviso {{tmp\|Bio}} che ne segnala la mancanza. Se i dati riportati sono sbagliati, correggi direttamente la voce biografica; le modifiche saranno visibili in questa lista entro pochi giorni. Per chiarimenti vedi il progetto biografie. La lista contiene solo le 16 persone che sono citate nell'enciclopedia e per le quali è stato implementato correttamente il template Bio. Pagina aggiornata al 18 ago 2025. |

- 25 febbraio - Arnolfo II da Arsago, arcivescovo italiano
- 22 marzo - Ali ibn Hammūd, sovrano (n. 963)
- 23 marzo - Primo, vescovo italiano
- 23 giugno - Enrico I di Babenberg, nobile tedesco
- 23 luglio - Abd al-Rahman IV ibn Muhammad, califfo
- 21 agosto - Enrico di Borgogna, vescovo cattolico svizzero
- 1º dicembre - Tietmaro di Merseburgo, storico e vescovo tedesco (n. 975)
- Aroldo II di Danimarca, re norrena
- Aeddan ap Blegywryd, sovrano
- Vitale Candiano, politico italiano
- Gilberto Drengot, cavaliere medievale normanno
- Osmondo Drengot, cavaliere medievale normanno
- Federico di Walbeck, nobile tedesco (n. 974)
- Giovanni Ladislao di Bulgaria, sovrano bulgaro
- Guglielmo II di Provenza, conte
- Sermone, nobile e militare bulgaro